# Florentino Pérez
 (avril 2022).
Pour les articles homonymes, voir Pérez.

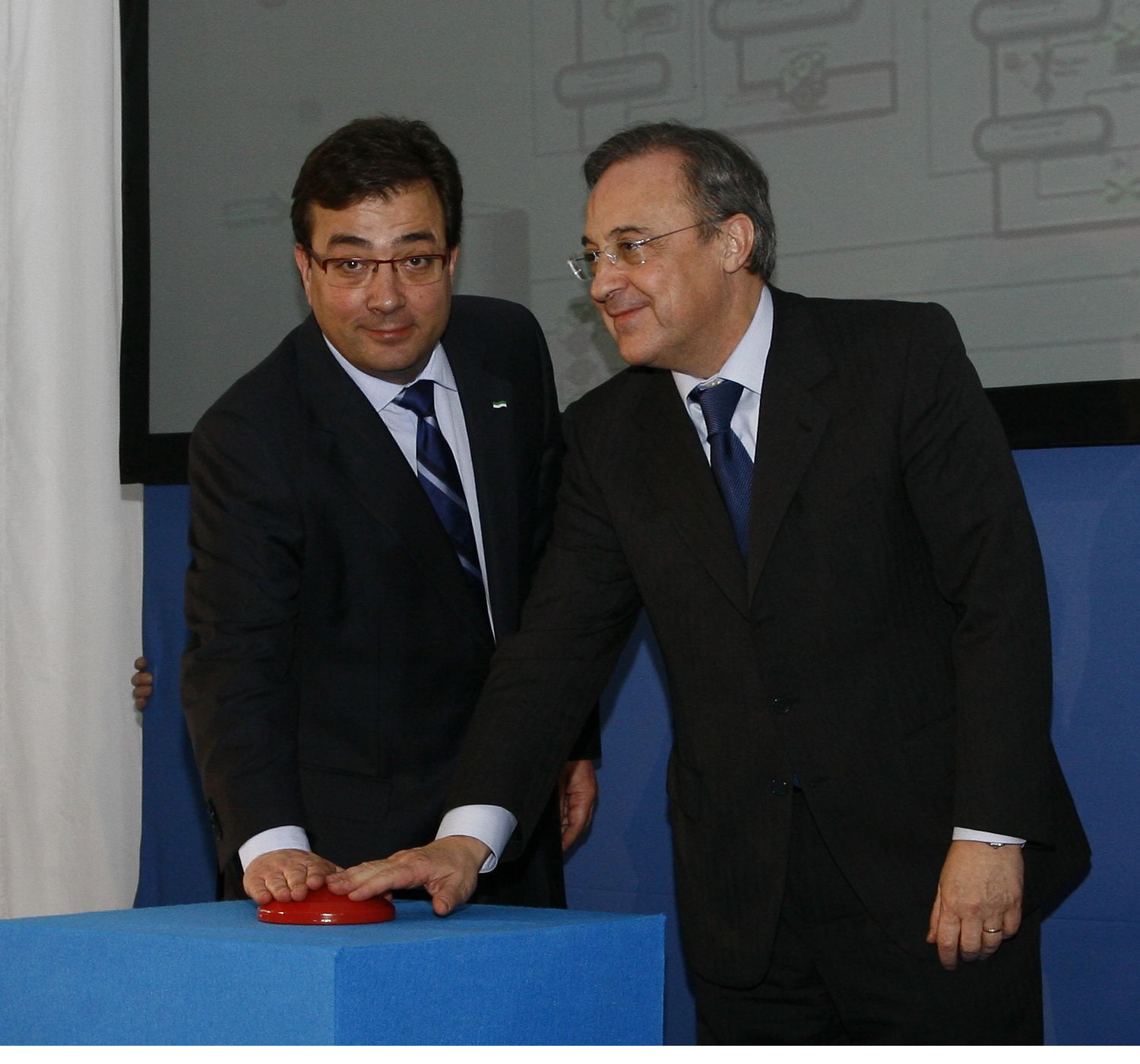
Fernández Vara et Florentino Pérez, président de l'ACS lors de l'inauguration d'un chauffe-eau solaire à Torre de Miguel Sesmero.

Florentino Pérez Rodríguez, né le 8 mars 1947 à Madrid (Espagne), est un homme d'affaires espagnol, ancien homme politique, PDG d'ACS et actuel président du Real Madrid. Il est considéré comme l'un des meilleurs présidents de l'histoire du football.[non neutre]
Il est connu pour être associé à la période « Galactique » du Real Madrid, une période durant laquelle il a acheté de nombreux footballeurs de classe mondiale et ballon d’or pour des prix élevés. Il possède une fortune estimée à 1,8 milliard d’euros.
Parmi les plus grands ayant été signés par Florentino on retrouve des joueurs comme Zinédine Zidane, David Beckham, Ronaldo, Kaká, Karim Benzema, Cristiano Ronaldo, Luís Figo, Michael Owen ou encore Sergio Ramos.

## Biographie
Perez est né à Madrid. Diplômé de l'École Technique supérieure d'ingénierie de l'université polytechnique de Madrid avec un diplôme d'ingénieur des ponts et chaussées (Ingeniero de Caminos, Canales y Puertos en espagnol), il a été professeur de fondements et méthodes mathématiques des techniques.

## Carrière
Dans les années 1970, il a été directeur général de l'Association espagnole des routes et responsable de la protection de l'environnement à la mairie de Madrid.
Dans les années 1980, il a été conseiller et directeur général des infrastructures de transport au ministère des Transports, du Tourisme et des Communications et vice-président de l'Institut pour la réforme et le développement agricole du ministère de l'Agriculture, de la Pêche et de l'Alimentation.
Son premier soutien décisif, Florentino Pérez le doit à un ancien dirigeant franquiste, Juan de Arespacochaga. Devenu maire de Madrid, ce dernier utilise son pouvoir pour que Florentino Pérez obtienne la fonction de directeur général de l'Association espagnole des routes, véritable lobby de la construction. Occupant cette fonction de 1973 à 1976, il y noue de précieux contacts avec des hommes influents. Pérez saura remercier son mentor. Quand il quitte la politique, Juan de Arespacochaga hérite d'un siège au conseil d'administration de Cobra, l'une des entreprises de Pérez, très présente à l'internationale.
En 1976, il devient délégué au service assainissement et environnement de la mairie de Madrid. Il entre au parti politique Union du centre démocratique en 1979, étant élu conseiller municipal. En 1981, il est sous-secrétaire-président de l'Institut de Réforme et Développement Agraire (IRYDA) du Ministère de l'Agriculture, des Pêches et de l'Alimentation. En 1983, il est nommé vice-président exécutif de Construcciones Padrós SA.
Après UCD, il entre au Parti réformiste démocratique (PRD), dont il devient le secrétaire général et le candidat aux élections générales de 1986, où il obtient un faible résultat.
En 1991, il est membre du conseil d'administration de la Société Auxiliaire d'Entreprises (SAE), entreprise française de construction détenue par le groupe constructeur OCISA. En 1997, il est nommé président et conseiller-délégué de OCISA. Florentino Pérez, est un des principaux actionnaires de OCISA, étant président aussi de Edificios Balcón, de la Société Espagnole de Montages Industrielles et de Constructions Padrós, filiale du groupe OCISA.
En 1993, il est nommé président de OCP Construcciones SA et de la Sociedad Española de Montajes Industriales de Electricidad Cobra SA.
En 1997, il est nommé directeur du groupe Actividades de Construcciones y Servicios (ACS), résultant de la fusion des constructoras OCP et Ginés y Navarro.
À partir de 2001, son entreprise compte parmi les principales bénéficiaires de la bulle immobilière espagnole. Les contrats de ACS représentent alors plus de 20 % de l'ensemble des travaux attribués par le gouvernement. Le journaliste José Bautista relève que « le gouvernement et plusieurs administrations régionales conservatrices lui attribuent certains des plus importants de leurs grands travaux d'infrastructures : l'autoroute autour de Madrid, plusieurs autoroutes privées, la connexion à l'aéroport de Madrid, la rénovation des musées du Prado et Reina Sofía, des trains à grande vitesse, le métro de Valence, la Cité des arts et des sciences. ». Parallèlement, la fondation de la multinationale devient l'un des principaux sponsors de la FAES, le think tank du Parti populaire, dirigé par l'ancien président José María Aznar.
En 2013, son entreprise ACS est impliquée dans le scandale de corruption concernant le financement illégal du Parti populaire (droite). En 2015, la brigade espagnole spécialisée dans la fraude fiscale (Unidad de Delincuencia Económica y Fiscal) mentionne de possibles paiements par ACS de plus d'un million d'euros en fausses factures et en cadeaux au Parti populaire de la région de Murcie, dans le cadre de contrats autour d'une usine de dessalement. Ces contrats ont rapporté à ACS et ses filiales 600 millions d'euros.
Des enquêtes du magazine mexicain Proceso ont dénoncé l'impact sur l'environnement des activités d'ACS dans le pays, notamment dans l'État de Veracruz. Au Guatemala, dans les territoires indigènes, l'entreprise construit un complexe hydro-électrique en plein territoire Quekchíes. Selon Elena de Luis, co-auteure de plusieurs rapports détaillant les effets du projet sur les populations et l’environnement, le complexe se construit sans aucun égard pour les droits de 30 000 indigènes. Lolita Chávez, une dirigeante indigène guatémaltèque, a accusé Florentino Pérez de « privatiser les rivières qui fournissent l'eau ».
ACS s'est également vue attribuer d'importants marchés d'infrastructures au Qatar.
Il entretient des relations avec plusieurs chefs d'État ou anciens chefs d'État étrangers tels que le cheikh Tamim Al-Thani (Qatar), Otto Pérez Molina (Guatemala), Mauricio Macri (Argentine) ou encore Enrique Peña Nieto (Mexique). Il est également un proche de plusieurs des journalistes les plus influents d'Espagne. Dans son livre El Diretor, David Jiménez, ancien directeur du quotidien El Mundo décrit ainsi Florentino Pérez : « Derrière des manières prétendument amicales, il fait peur à la presse ». Selon le journaliste, Pérez fait partie des « intouchables ».
D'après le Times, son entreprise a été choisie par l'Arabie saoudite pour bâtir « Qiddiya », un « Las Vegas du divertissement adapté aux musulmans », comme le qualifie 20 Minutes, pour un montant de 6,5 milliards d'euros.

## Real Madrid
Florentino Pérez avait déjà tenté de devenir président du Real Madrid dans le passé, s'étant présenté à l'élection de février 1995. Sa campagne était axée sur la mauvaise situation financière du club et la prétendue mauvaise gestion du club par le conseil d'administration. Cela ne suffit cependant pas à convaincre les socios qui réélurent Ramón Mendoza pour un nouveau mandat (lui qui devra démissionner seulement neuf mois plus tard, en raison justement de la situation financière du club),.

### Les «Galactiques» (2000-2006)
Pérez tente une deuxième fois sa chance en juillet 2000, affrontant de nouveau un président en poste, cette fois-ci Lorenzo Sanz. Sanz pensait que les deux victoires en trois ans du Real Madrid en Ligue des champions (1997-98 et 1999-00) suffiraient à faire oublier la piètre situation financière du club et assureraient sa réélection mais la campagne de Pérez, toujours axée sur les mêmes thèmes, fut plus convaincante et lui permit d'accéder à la présidence du Real Madrid le 17 juillet 2000. La promesse de faire signer Luís Figo (alors au FC Barcelone) joua aussi un rôle déterminant dans son élection.
La stratégie de Florentino Pérez pour améliorer les finances du club consiste à faire signer des joueurs de classe mondiale qui, du fait de l'intérêt qu'ils génèrent, permettront d'augmenter considérablement les revenus marketing du club ce qui amortira le coût du transfert du joueur et apportera de gros revenus au club. Cette stratégie était initialement connue sous le nom de Zidanes y Pavones (où des superstars et des joueurs du cru joueraient dans la même équipe) mais bientôt les joueurs héritèrent du surnom de Los Galacticos (Les Galactiques). Pérez entreprend alors de faire signer un nouveau « galactique » par an (toujours des joueurs au profil offensif afin d'offrir du spectacle) ce qu'il fera jusqu'à la fin de son premier mandat à la tête du club :
- En 2000, Luís Figo (FC Barcelone) pour 61 millions d'euros
- En 2001, Zinédine Zidane (Juventus) pour la somme de 77 millions d'euros (record à l'époque)
- En 2002, Ronaldo (Inter Milan) pour 43 millions d'euros
- En 2003, David Beckham (Manchester United) pour 35 millions d'euros
- En 2004, Michael Owen (Liverpool) pour 12 millions d'euros
- En 2005, Robinho (Santos) pour 24 millions d'euros

Durant ses premières années de présidence, la stratégie de Pérez fut un succès. En effet, le Real remporte deux Liga (2000-01 et 2002-03) et inscrit une neuvième fois la Ligue des champions à son palmarès en 2001-2002 (victoire 2-1 en finale face au Bayer Leverkusen). Pérez affirme alors avoir réussi à éponger la dette du club, ce qui est démenti par son directeur sportif Ramón Calderón.
Les années suivantes sont cependant plus laborieuses avec l'absence de titres majeurs entre 2003 et 2007. La presse spécialisée estime que cette absence de résultats est due au recrutement incohérent de Pérez qui privilégie uniquement le recrutement de stars au profil offensif au détriment de l'équilibre sportif de l'équipe. Ce déséquilibre sportif est symbolisé par les rumeurs de désaccords internes qui surgissent entre l'effectif professionnel et les dirigeants du club. Pérez n'hésite alors pas à sacrifier certains membres du club :
- L'entraîneur Vicente del Bosque, au club depuis 1999, et qui avait pourtant réussi à créer un équilibre dans l'équipe en gérant les égos des différentes stars pour créer une équipe qui pratiquait l'un des plus beaux footballs d'Europe à l'époque (en témoigne, par exemple, la double confrontation contre Manchester United en quarts de finale de la Ligue des Champions 2002-03). Florentino Pérez décide de ne pas renouveler son contrat à l'issue de la saison 2002-2003, malgré une 29e Liga décrochée, ne le jugeant pas assez glamour pour son équipe de Galactiques.
- Certains joueurs comme Fernando Hierro (pourtant au club depuis 1989), Fernando Morientes, Steve McManaman ou Claude Makélélé.

Le départ de Claude Makélélé du Real Madrid symbolise à lui seul les erreurs de Florentino Pérez et beaucoup considèrent que celui-ci a marqué le début du déclin de l'ère galactique. Makélélé était l'un des meilleurs milieux défensifs au monde et l'un des joueurs-clé des récents succès du Real : il demanda par conséquent que son contrat soit réévalué (il était alors l'un des joueurs les moins bien payés du club) et ce avec le soutien de joueurs-cadres comme Zidane, Raúl, McManaman ou Morientes. Pérez refusa cette requête et n'hésita pas à vendre le joueur à Chelsea. Pérez aura alors cette remarque méprisante sur Makélélé : « Makélélé ne nous manquera pas. Sa technique était moyenne, il manquait de vitesse et de talent pour effacer les adversaires et 90 % de ses passes étaient dirigées vers l'arrière ou les côtés ». Fernando Morientes, quant à lui, déclarera au contraire quelques années plus tard : « La perte de Makélélé fut le début de la fin pour les Galactiques. Vous pouvez d'ailleurs remarquer que son arrivée à Chelsea fut un nouveau départ pour ce club ».
Bien que la politique de Pérez permît d'augmenter considérablement les revenus du club grâce à un fort potentiel marketing dans le monde (notamment en Asie), il devint de plus en plus contesté. On lui reprochait de ne se préoccuper que du marketing et pas assez du football.
Ces critiques, de plus en plus nombreuses, amenèrent Pérez à présenter sa démission le 27 février 2006, assurant que le club avait besoin d'une nouvelle direction. Sous sa première présidence, le Real aura gagné deux Championnats d'Espagne, deux Supercoupes d'Espagne, une Ligue des champions, une Supercoupe de l'UEFA et une Coupe intercontinentale.

### Retour (depuis 2009)
Son successeur à la tête du club sera Ramón Calderón mais celui-ci démissionne après moins de trois ans à la tête du club (janvier 2009). De nouvelles élections sont alors prévues pour juin 2009 et Pérez semble tout d'abord officieusement candidat. Finalement, le 14 mai 2009, il annonce sa candidature officielle pour les élections à venir. Les autres candidats, par manque de soutiens financiers et sentant que Pérez était largement soutenu, se retirèrent peu à peu et le 1er juin 2009, faute d'autre candidat, Florentino Pérez fut nommé président du Real Madrid,. La nouvelle direction du club comprend le retour de l'Argentin Jorge Valdano (joueur du Real entre 1984 et 1987 puis entraîneur entre 1994 et 1996) ainsi que de la nomination de Zinédine Zidane (joueur du club entre 2001 et 2006) en tant que conseiller du président.
Les idées de Pérez n'ont pas grandement évolué en trois ans et il va mettre les moyens dès son arrivée pour que le Real remporte une dixième Ligue des champions dont la finale de l'édition 2009-10 se joue dans l'antre du club, le Santiago Bernabéu. La principale différence avec l'ère Galactique est, de l'aveu même de Pérez, de réaliser en une seule saison un recrutement digne de ce qu'il avait fait durant les six années de son premier mandat.
Pérez va alors conclure des transferts impressionnants tout au long de l'été 2009. Il engage tout d'abord les deux derniers ballons d'or : Kaká (AC Milan) pour 66 millions d'euros et surtout Cristiano Ronaldo (Manchester United) pour la nouvelle somme record de 94 millions d'euros. Enfin, contrairement à la période galactique, il renforce à peu près toutes les lignes de l'équipe en embauchant Karim Benzema (Olympique lyonnais) pour 35 millions d'euros, Xabi Alonso (Liverpool) pour 30 millions d'euros et Raúl Albiol (Valence CF) pour 15 millions d'euros. Florentino Pérez vient alors de réaliser le mercato le plus cher de l'histoire du football en dépensant 240 millions d'euros en l'espace de quelques semaines.
Les résultats ne sont cependant pas à la hauteur de l'argent investi. En effet, si le Real a réalisé une très belle saison en championnat (96 points inscrits, 102 buts marqués), il n'a pu empêcher le FC Barcelone d'être sacré ; par ailleurs, le Real a été piteusement éliminé par la modeste équipe d'Alcorcón en Coupe et une nouvelle fois éliminé en huitièmes de finale de la Ligue des champions par l'Olympique lyonnais. Florentino Pérez décide alors de remplacer Manuel Pellegrini (qu'il avait pourtant fait venir à l'été 2009) par un entraîneur dont le talent est à la hauteur de ses espoirs : le Portugais José Mourinho, qui vient de réaliser un triplé (Championnat-Coupe-Ligue des champions) avec l'Inter Milan.

### Un président dépensier
La volonté de Florentino Pérez de recruter les meilleurs joueurs en activité l'a amené à dépenser d'importantes sommes. Il a notamment la particularité d'avoir, en tant que président, réalisé les trois plus grands transferts de son époque en termes de montant. Voici à titre indicatif, quelques-uns des plus importants transferts qu'il a réalisés :

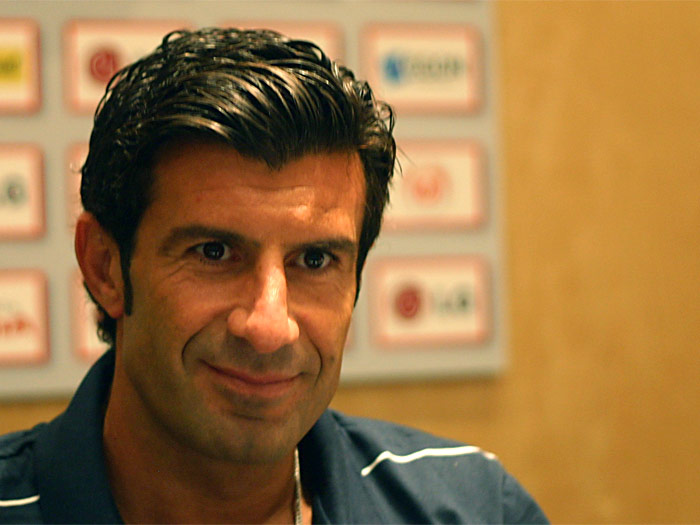
Luís Figo, premier transfert d'importance réalisé par Pérez (2000)

À noter que le transfert de 94 millions d'euros de Cristiano Ronaldo de Manchester United a été réalisé par Ramón Calderón, juste avant d'être succédé en 2009.
| Rang | Joueur             | Ancien club        | Coût du transfert (en millions d'euros) | Année |
| ---- | ------------------ | ------------------ | --------------------------------------- | ----- |
| 1    | Jude Bellingham    | Borussia Dortmund  | 103                                     | 2023  |
| 2    | Eden Hazard        | Chelsea FC         | 100                                     | 2019  |
| 3    | Gareth Bale        | Tottenham Hotspur  | 99                                      | 2013  |
| 4    | James Rodríguez    | AS Monaco          | 80                                      | 2014  |
| 5    | Zinédine Zidane    | Juventus           | 77                                      | 2001  |
| 6    | Kaká               | AC Milan           | 65                                      | 2009  |
| 7    | Luís Figo          | FC Barcelone       | 58                                      | 2000  |
| 8    | Ronaldo            | Inter Milan        | 43                                      | 2002  |
| 9    | Luka Modrić        | Tottenham Hotspur  | 35                                      | 2012  |
| 10   | Karim Benzema      | Olympique lyonnais | 35                                      | 2009  |
| 11   | David Beckham      | Manchester United  | 35                                      | 2003  |
| 12   | Asier Illarramendi | Real Sociedad      | 32                                      | 2013  |
| 13   | Danilo             | FC Porto           | 31                                      | 2015  |
| 14   | Xabi Alonso        | Liverpool          | 30                                      | 2009  |
| 15   | Fábio Coentrão     | Benfica Lisbonne   | 30                                      | 2011  |
| 16   | Sergio Ramos       | Séville FC         | 27                                      | 2005  |

## Vie privée
Florentino Pérez a trois enfants : Maria Angeles Pérez Sandoval, Eduardo Pérez Sandoval, Florentino Pérez Sandoval. En mai 2012, la femme de Pérez, Maria Angeles Sandoval, est décédée. Maria Angeles Sandoval a toujours été une fervente supportrice du Real Madrid.
Lors de la pandémie de COVID-19 en Espagne le 2 février 2021, Pérez a été testé positif mais n'a présenté aucun symptôme.